# Geumsan Ginseng Cello/Saison 2012
Dieser Artikel listet Erfolge und Fahrer des Radsportteams Geumsan Ginseng Cello in der Saison 2012 auf.

## Platzierungen in UCI-Ranglisten
| UCI Continental Circuit | Platz |
| ----------------------- | ----- |
| UCI Asia Tour 2012      | 45    |

## Abgänge – Zugänge
| Zugänge          | Team 2011 | Abgänge           | Team 2012 |
| ---------------- | --------- | ----------------- | --------- |
| Jae Hyun Bang    | Neoprofi  | Eung Min Kim      | Unbekannt |
| Cheung Gyo Jeong | Neoprofi  | Jin Hoon Kim      | Unbekannt |
| Young Hwan Jo    | Neoprofi  | Jun Oh Kwon       | Unbekannt |
| Byung Cheol Kim  | Neoprofi  | Joon Yeong Park   | Unbekannt |
| Yong Beom Kim    | Neoprofi  | Aurélien Passeron | Unbekannt |
| Tae Ho Lee       | Neoprofi  |                   |           |
| Se Yong Oh       | Neoprofi  |                   |           |

## Mannschaft
| Name             | Geburtstag         | Nationalität |
| ---------------- | ------------------ | ------------ |
| Jae Hyun Bang    | 28. Dezember 1993  | Südkorea     |
| Hyeong Min Choe  | 15. April 1990     | Südkorea     |
| Hyo Suk Gong     | 1. Januar 1986     | Südkorea     |
| In Hyeok Hwang   | 20. Januar 1988    | Südkorea     |
| Cheung Gyo Jeong | 24. Dezember 1989  | Südkorea     |
| Young Hwan Jo    | 31. Dezember 1987  | Südkorea     |
| Byung Cheol Kim  | 5. November 1984   | Südkorea     |
| Yong Beom Kim    | 2. Oktober 1993    | Südkorea     |
| Tae Ho Lee       | 26. September 1988 | Südkorea     |
| Se Yong Oh       | 30. August 1981    | Südkorea     |
| Ki Hong Yoo      | 24. März 1988      | Südkorea     |